# Jakubany
Jakubany (německy Jakobsau, rusínsky Якубяны) jsou obec na Slovensku v okrese Stará Ľubovňa. Žije zde přibližně 2 900 obyvatel

## Dějiny
V roce 1322 se obec poprvé vzpomíná pod názvem Stephanishau, v roce 1408 se ve starých dokumentech dochovaly názvy Alsoyacabwagasa, Alsowiacobuagasa a Felsewiacobuagasa, v roce 1497 se poprvé objevuje známější jméno Jakubiany. V roce 1808 se obec vzpomíná s více variantami názvu, a to Jakubany, Jakubiany, Jakubján, Jakabfalva, Jakobau či Jakobsau, roku 1863 jsou známé už jen jména Jakabfalva a Jakubján, roku 1892 se objevuje název Szepesjakabfalva, v roce 1920 se vrátilo k názvu z roku 1497, tedy Jakubiany a od roku 1948 se název ustálil v podobě Jakubany, v maďarštině Jakabfalva nebo Szépesjakabfalva a v němčině Jakobsau. V uherském administrativním členění se obec zahrnovala do Spišské župy, po zániku monarchie a zrušení starého členění Rakousko-Uherska patřila obec v letech 1923–1928 do Podtatranské župy, v letech 1940–1945 do Tatranské a od roku 1968 je začleněna do okresu Stará Ľubovňa, v letech 1960–1968 patřila do okresu Poprad.
V obci stojí řeckokatolická cerkev svatých Petra a Pavla, která byla postavena podle návrh Jána Bobula ml. v secesním stylu v letech 1904 až 1911. Stejný chrám stojí jen v maďarském Debrecínu.

## Osobnosti
Mária Gulovičová Liu – rodačka, učitelka